# Pelegrín Vargas (pallavolista 1998)
Pelegrín Vargas Colorado (San Juan, 31 luglio 1998) è un pallavolista portoricano, schiacciatore dei Caribes de San Sebastián.

## Biografia
È il figlio dell'ex pallavolista Pelegrín Vargas.

## Carriera

### Club
La carriera di Pelegrín Vargas inizia nei tornei scolastici portoricani con il Colegio San José. Dopo il diploma approda nella lega universitaria NCAA Division I, dove gioca dal 2017 al 2021 con la IPFW (dal 2018 Purdue Fort Wayne).
Nella stagione 2021-22 firma il suo primo contratto professionistico in Grecia, dove è di scena in Volley League con l'OFĪ Creta, mentre nella stagione seguente si trasferisce in Spagna, partecipando alla Superliga de Voleibol Masculina con il Río Duero Soria e aggiudicandosi la Coppa del Re; dopo gli impegni con la formazione iberica torna in patria per partecipare alla Liga de Voleibol Superior Masculino 2023, indossando la casacca dei Caribes de San Sebastián, aggiudicandosi lo scudetto e venendo insignito dei premi come miglior esordiente e MVP sia della Regular season che delle finali play-off scudetto, oltre a essere inserito nella squadra All-Star del torneo. 
Nel dicembre 2023 firma un contratto con l'Al-Nasr, trasferendosi in Bahrein. Rientra in forza ai Caribes de San Sebastián per la Liga de Voleibol Superior Masculino 2024: vince ancora lo scudetto e viene nuovamente inserito nello All-Star Team.

### Nazionale
Fa parte della nazionale portoricana Under-19 che partecipa al campionato mondiale 2015.
Nel 2017 debutta invece in nazionale maggiore, conquistando la medaglia d'argento alla Coppa panamericana. In seguito vince l'oro al campionato nordamericano 2021 e il bronzo ai XXIV Giochi centramericani e caraibici, dove viene anche insignito del premio come miglior schiacciatore. Nel 2024 si aggiudica invece la medaglia d'oro alla NORCECA Final Four, impreziosita dal riconoscimento come miglior schiacciatore, bassando sia la medaglia che il premio nell'edizione seguente.

## Palmarès

### Club
- Campionato portoricano: 2

2023, 2024
- Coppa del Re: 1

2022-23

### Nazionale (competizioni minori)
- Coppa panamericana 2017
- Giochi centramericani e caraibici 2023
- NORCECA Final Four 2024
- NORCECA Final Four 2025

### Premi individuali
- 2023 - Giochi centramericani e caraibici: Miglior schiacciatore
- 2023 - Liga de Voleibol Superior Masculino: MVP della Regular season
- 2023 - Liga de Voleibol Superior Masculino: MVP delle finali
- 2023 - Liga de Voleibol Superior Masculino: Miglior esordiente
- 2023 - Liga de Voleibol Superior Masculino: All-Star Team
- 2024 - NORCECA Final Four: Miglior schiacciatore
- 2024 - Liga de Voleibol Superior Masculino: All-Star Team
- 2025 - NORCECA Final Four: Miglior schiacciatore